# Người X (manga)
Người X là tên tiếng Việt của B't X (ビート・エックス) (đọc là "beat X"), một truyện tranh khoa học viễn tưởng sáng tác bởi tác giả Kurumada Masami. Các chương của Người X được tập hợp thành 16 tập truyện tranh và sau đó được chuyển thể thành một bộ phim hoạt hình kéo dài 25 tập, đoạn kết của tác phẩm lại được chuyển thể thành một bộ phim hoạt hình loại OVA khác kéo dài 14 tập mang tên B'T Neo. Người X được Tokyopop phát hành tại Bắc Mỹ và được Westlake Entertainment phát hành tại Hoa Kỳ. Khi B't X được Tokyopop phát hành tại Hoa Kỳ, tất cả các từ tượng thanh tiếng Nhật được giữ nguyên và được chú thích bằng từ tiếng Anh tương ứng, tựa như các truyện khác do Tokyopop ấn hành.
Ở Việt Nam, tác phẩm được Nhà xuất bản Thanh Hóa ấn hành dưới cái tên Người X.